# ۴۰ تک‌آهنگ برتر بزرگسالان
۴۰ آهنگ برتر بزرگسالان (انگلیسی: Adult Top 40) جدولی است که به صورت هفتگی توسط مجله بیلبورد منتشر می‌شود و ۴۰ آهنگ محبوب بزرگسالان که براساس پخش رادیویی توسط سیستم پخش داده‌های نیلسن تشخیص و اندازه‌گیری شده‌است را رده‌بندی می‌کند.